# Transposició d'Amadori
La transposició de Amadori és una reacció orgànica on es produeix la isomerització en medi àcid (transposició) d'un N-glicòsid d'una aldosa a la seva corresponent 1-amino-1-desoxicetosa:
El nom d'aquesta reacció honra el químic italià Mario Amadori, qui la va investigar. Aquesta és una reacció representativa en la química dels carbohidrats.

## Mecanisme
S'ha demostrat que el mecanisme comença a partir de la aldosa en la seva forma hemiacetàlica (1) s'obre a la seva forma lineal (2). En presència d'amoníac es forma el hemiaminal lineal (1,1-amino-alcohol) 3, el qual és inestable i es deshidrata, obtenint-se l'aminosucre corresponent. (Es pot formar l'iminosucre lineal (5) i la forma heterocíclica (4))
Per tractament de la glucosamina amb piridina i anhídrid acètic, el grup imino tautomeritza a la forma d'enamina i l'intermedi enòlic veïnal tautomerizta al seu torn a la forma ceto.
La reacció està associada amb la reacció de Maillard ja que en aquesta que reaccionen sucres amb aminoàcids.

## Producte Amadori
Un producte Amadori és un intermediari en la formació d'un producte final de glicació avançada (AGE)
La formació d'aquests compostos involucra els següents passos:
1. Formació de bases de Schiff: Per exemple, el grup aldehid de la molècula de glucosa es combina amb el grup amino d'una molècula d'un aminoàcid o pèptid per a formar una base de Schiff.
2. Formació d'un producte Amadori: Es denomina així al producte de la transposició de la base de Schiff, on l'àtom d'hidrogen del grup hidroxil adjacent al doble enllaç carboni-nitrogen de la imina es desplaça cap al nitrogen, formant una cetona.
3. Formació of un producte final de glicació avançada (AGE): El producte de Amadori s'oxida, en general per la catàlisi d'un metall de transició.

Els primers dos passos són reversibles i el darrer, irreversible.